# Бах, Кристиан
Кристиан Бах (в некоторых переводах — Кристиан Бач; исп. Christian Bach; 9 мая 1959, Буэнос-Айрес, Аргентина — 26 февраля 2019, Мехико, Мексика) — аргентинская и мексиканская актриса и продюсер.

## Биография
Родилась 9 мая 1959 года в Буэнос-Айресе. Первоначально хотела стать адвокатом, даже некоторое время работала им, но вскоре увлеклась мексиканскими телесериалами и, успев сняться в малоизвестном аргентинском фильме, решила переехать в Мехико, где её тут же заметил режиссёр Фернандо Чакон и ей доверили роль Джоаны Смит в легендарных «Богатых». После исполнения этой роли актриса стала известной на весь мир. В 1992 году после выхода телесериала «Богатые тоже плачут» в РФ и СНГ актриса стала известной у телезрителей этих стран. В 2001 году в РФ на телеканале ТВ Центр вышел мистический телесериал «Волчица», и актрису ждал повторный успех у российских зрителей. В 1996 году оставила Televisa и перешла на TV Azteca, но затем на 9 лет решила оставить актёрскую карьеру и лишь в 2005 году вернулась на TV Azteca, а в 2013 году перешла на Telemundo. Всего приняла участие в качестве актрисы и продюсера в 37 работах в кино и теленовеллах.
Скончалась 26 февраля 2019 года в Мехико от дыхательной недостаточности.

## Личная жизнь
Кристиан Бах вышла замуж за мексиканского продюсера Умберто Сурита и родила своему супругу двоих сыновей — Себастьяна и Эмилиано Сурита. Себастьян Сурита пошёл по стопам своих знаменитых родителей и стал известным мексиканским актёром. Кристиан Бах не только супруга, но также и сопродюсер Умберто Сурита. Супруги основали продюсерскую студию Zuba producciones.

## Фильмография

### В качестве актрисы

#### Сериалы

##### Televisa
- 1979 — Богатые тоже плачут — Джоанна Смит учительница танцев Марисабель. (дубл. Людмила Стоянова).
- 1979 — Вероника — Мария Тереса.
- 1980 — Колорина — Пегги.
- 1981 — Соледад — Чело Санчес Фуэнтес.
- 1983 — Свадьбы ненависти — Магдалена.
- 1984 — Любовь никогда не умирает — Сесилия.
- 1986 — Связанные одной цепью — Каталина.
- 1988 — Единокровка — Флоренсия.
- 1991 — Пойманная — Камила Монтеро.
- 1995 — На одно лицо — Ирене Сальдивар Теодоракис.
- 1996 — Зажжённый факел — Мария Игнасия Гуера Родригес.

##### TV Azteca
- 1997 — Волчица — Делия/Хильда/Лилиана (ВОЛЧИЦА).
- 2002 — Несовместимые — Хульетта.
- 2010 — Украденные жизни — Мария Эмилия Эчеверрия Руис.

##### Telemundo
- 2013 — Госпожа — Антония Гуерра Ла Патрона.
- 2014 — Самозванка — Ракель Альтамира.

#### Фильмы
- 1980 — Месть Чёрного Волка
- 1992 — Я свободен
- 1993 — Я, ты, и другие
- 1994 — Мужчина в белом — Эрика.
- 2010 — Секрет — Клаудине.
- 2013 — Желание — Сеньора.

### В качестве продюсера

#### Сериалы
- 1995 — На одно лицо
- 1997 — Волчица
- 1997 — В плену страсти
- 1998 — Асуль Текила
- 1999 — Кандидат
- 2000 — Улица невест
- 2002 — Несовместимые

#### Фильмы
- 1995 — Брюнетка
- 1997 — Сексуальное образование в кратких курсах

## Награды и премии
Кристиан Бах была номинирована 10 раз на различные премии, из них она победила 7 раз.